# カスタニス
カスタニス（ギリシア語: Καστανιές）はギリシャの東マケドニア・トラキア地方エヴロス県オレスティダ郡北東部の、トルコとの国境沿いに位置する村である。
オレスティダの北16㎞、エディルネの南西8kmに位置している。
村は、アルダス川とエヴロス川の合流点付近の平原に広がる農村地帯である。村内にはアルダス川を渡る道路橋が2か所、鉄道橋が1か所ある。トルコのエディルネ市カラアガチ地区に隣接しており、村の北東部に国境検問が設けられている。カスタニスはギリシア語で『栗の実』という意味である。

## 交通機関
- ギリシャ国鉄 カスタニス駅 （1971年に旧エディルネ駅が廃止された後に造られたバイパス路線の駅）